# Jimmie C. Holland
Pour les articles homonymes, voir Holland.
Jimmie C. Holland, née Jimmie Allen Coker à Forney (Texas) le 9 avril 1928 et morte le 24 décembre 2017 à Scarsdale (New York), est une psychiatre américaine. Elle est l'une des fondateurs du domaine de la psycho-oncologie. 

## Biographie
Jimmie Allen Coker est née à Forney au Texas le 9 avril 1928,. Elle obtient son diplôme de médecine au Baylor College of Medicine à Houston, en 1952, et sa certification en psychiatrie en 1966. Elle enseigne et exerce comme médecin à l'université d'État de New York à Buffalo, et à l'hôpital Montefiore de la faculté de médecine de l'hôpital Albert Einstein à New York. Elle contribue à créer un service de psychiatrie, dont elle prend ensuite la direction, au centre de cancérologie du New York Memorial Sloan-Kettering (MSK)  (1977-1996). Elle est professeure d'oncologie psychiatrique et titulaire de la chaire professorale Wayne E. Chapman au MSK. Durant ses années professionnelles au MSK, elle crée le centre de formation et de recherche en psycho-oncologie des États-Unis. En 1984, elle publie le premier cours dans cette discipline à Sloan-Kettering, puis un manuel en 1989.
En 1977, elle participe à la création d'un service au Memorial Sloan-Kettering Cancer Center. Ce programme a été l'un des premiers de son genre dans le traitement du cancer, et a permis la formation de psychologues spécialisés dans les questions spécifiques aux personnes atteintes de cancer,.
Elle fonde l'American Psychosocial Oncology Society (d'abord connue comme l'American Society of Psychosocial and Behavioral Oncology/AIDS) en 1980, et cofonde l'International Psycho-Oncology Society  (IPOS) en 1984. Elle a incité l'American Cancer Society (ACS) à se préoccuper des questions psychosociales et comportementales au début des années 1980. Elle est co-rédactrice en chef de la revue Psycho-Oncology.
Son mari, James F. Holland, est un oncologue et une figure importante des débuts de la chimiothérapie du cancer.

## Publications
- Psycho-oncology, Oxford University Press, 1998

## Distinctions
- 1994 : Medal of Honor for Clinical Research, American Cancer Society
- 1995 : membre de la National Academy of Medicine